# Vărșag
Vărșag (węg. Székelyvarság) – wieś w Rumunii, w okręgu Harghita, w gminie Vărșag. W 2011 roku liczyła 1581 mieszkańców.